# 抽氣過濾法

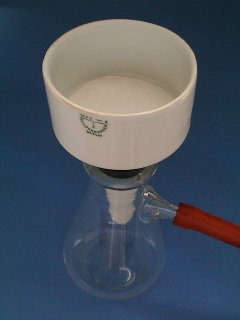
抽氣過濾法

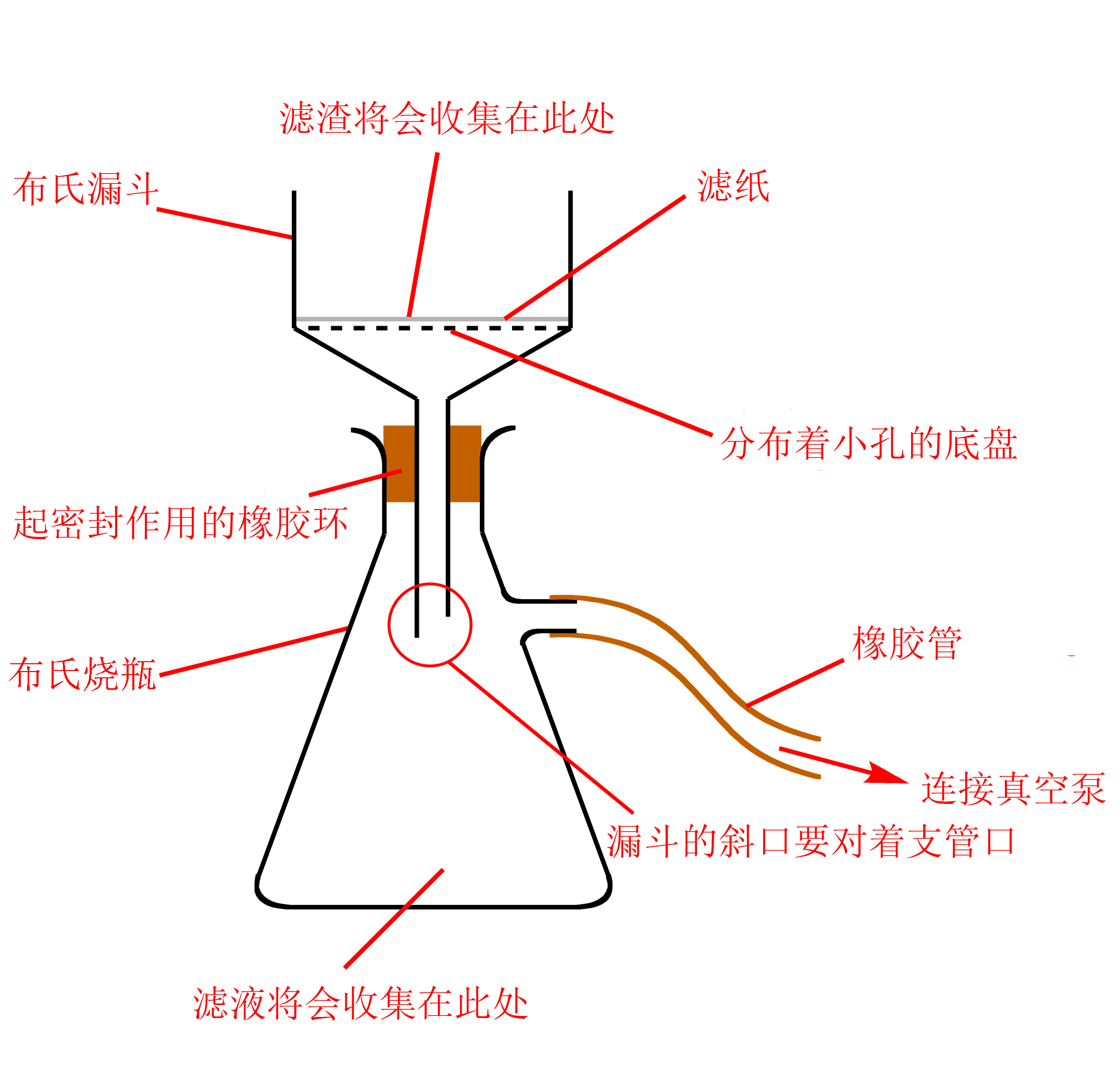
抽滤装置示意图

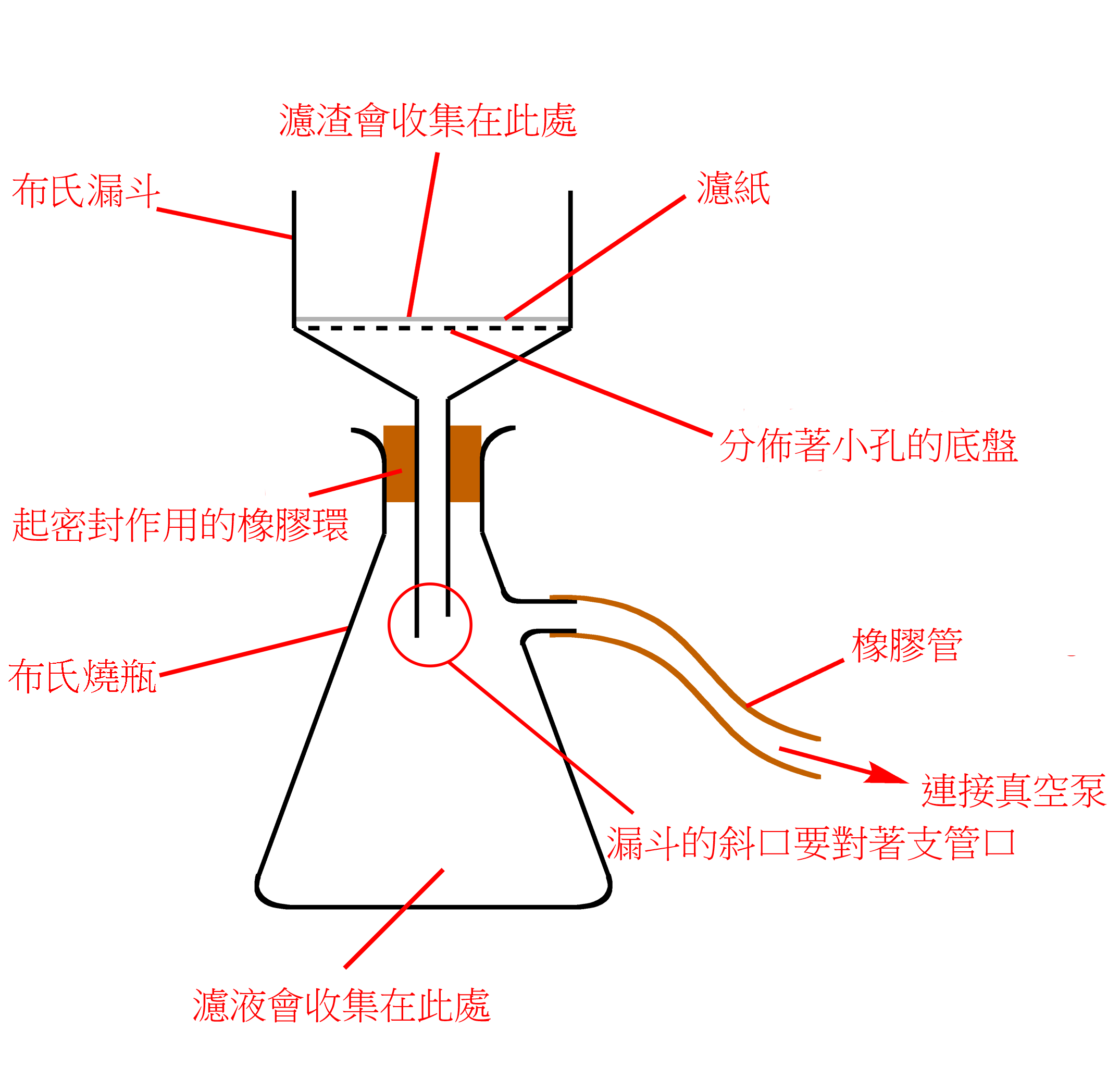
抽濾装置示意圖

抽氣過濾，又称减压过滤，简称抽滤，是一种過濾液體的方法，需要用到布氏漏斗、布氏燒瓶和真空泵这三件实验用具，通常用在重結晶實驗中。

## 应用示例
在溶剂种合成一种钛配合物时，蒸取溶剂得到固体，此时固体为钛配合物和残留配体的混合物，用水溶解配体，而配合物不溶，此时所得的配体水溶液和配合物可以通过抽滤分离。
又如，在从磷石膏中提取稀土时，会用碳酸钠处理，得到的稀土碳酸根配合物会溶解，通过抽滤分离出滤液，再从滤液得到稀土盐。